# Sonic the Hedgehog 4: Episode I
Sonic the Hedgehog 4: Episode I (jap.: ソニック・ザ・ヘッジホッグ4 エピソードI, Hepburn: Sonikku za Hejjihoggu Fō: Episōdo Wan) ist ein 2D-Jump-’n’-Run-Computerspiel, das vom Sonic Team und Dimps entwickelt und von Sega erstmals am 7. Oktober 2012 in den USA und Europa für iOS und in den Folgetagen auch in Japan sowie für die Online-Stores von Nintendo Wii, PlayStation 3 und Xbox 360 veröffentlicht wurde.
Mit diesem Titel wollte man vom Spielgefühl her zu den Anfängen zurückkehren und sich auch auf den Konflikt zwischen Sonic the Hedgehog und Dr. Eggman des allerersten Spiels konzentrieren, weswegen man auch auf alle anderen Spielecharaktere der Nachfolger verzichtete.
Es ist der Nachfolger von Sonic & Knuckles (1994) und der Vorgänger von Sonic the Hedgehog 4: Episode II (2012).

## Handlung
Nach den Ereignissen von Sonic & Knuckles scheint sich Dr. Eggman diesmal nicht mehr so schnell von seinen Rückschlägen erholt zu haben und es kehrt zunächst eine Zeit der Ruhe und des Friedens ein. Mit der Zeit trennen sich Sonics Wege vorübergehend erst von Knuckles und schließlich auch von Tails. Doch als Sonic eines Tages wieder Robotern in alter Eggman-Manier begegnet, beschließt er, sich umgehend um eine drohende Gefahr zu kümmern und neue Machenschaften des alten Widersachers im Keim zu ersticken. Dabei führt Sonic der Weg erneut bis ins Weltall, wo er Dr. Eggman in seiner E.G.G. Station erneut eine Lektion erteilt. Kann Sonic auf seiner Reise auch alle sieben Chaos Emeralds einsammeln, wird in einer Post-Credits-Sequenz die Rückkehr von Metal Sonic für den Nachfolger Sonic the Hedgehog 4: Episode II angedeutet.

## Gameplay
In Sonic the Hedgehog 4: Episode I übernimmt der Spieler die Kontrolle über den blauen Igel Sonic the Hedgehog in einem sidescrollenden 2D-Jump-'n'-Run. Das Leveldesign passt sich mit Sprungfedern, Loopings und mehr dem dynamischen, schnellen Spielgefühl an. Neben dem Steuerkreuz zur Bewegung ist nur ein Aktionsknopf zum Springen nötig. In springender oder rollender Form, Spin Attack genannt, kann Sonic Gegner besiegen oder Itemboxen in Form von Monitoren, auf dessen Bildschirm das jeweilige enthaltene Item angezeigt wird, öffnen. Wenn man mit dem Steuerkreuz nach unten die Spielfigur ducken lässt und dann die Sprungtaste betätigt und loslässt, kann sie mit dem Spin Dash aus dem Stand schnell mit der Spin Attack nach vorne preschen. Wenn man im Sprung nochmals die Sprung-Taste betätigt, nutzt Sonic seine Fähigkeit Homing Attack, womit er eine direkte, zielgerichtete Attacke auf nahegelegene, mit Fadenkreuzen entsprechend markierte Ziele wie Gegner, Bumper oder Monitore ausführen kann. Bei Berührung können die goldenen Ringe eingesammelt werden; Nimmt Sonic Schaden, verliert er die Ringe. Nimmt Sonic Schaden, ohne Ringe zu besitzen, fällt in einen tödlichen Abgrund, wird zerquetscht oder ertrinkt, verliert er ein Extraleben, von denen man zu Spielbeginn drei besitzt. Sammelt man 100 Ringe, erhält man ein weiteres Extraleben. Auch in den Monitoren kann ein Extraleben, zehn Ringe, ein Schutzschild, vorübergehende erhöhte Geschwindigkeit oder vorübergehende Unverwundbarkeit enthalten sein. Checkpoints in Form von Laternen markieren bei einem Lebensverlust den Rücksetzpunkt. Auch werden bei allen Aktionen Punkte gesammelt, die wiederum "Continues" geben können, sodass das Spiel trotz Verlust sämtlicher Extraleben fortgesetzt werden kann. Die meisten Gegner können mit der Spin Attack besiegt werden, was Punkte bringt und die gefangenen Tiere befreit.
Das Spiel besteht aus fünf Zonen (Splash Hill Zone, Casino Street Zone, Lost Labyrinth Zone, Mad Gear Zone und E.G.G. Station Zone) mit regulär drei Acts, die als Level definiert werden können, plus eines separaten vierten Acts, der aus einem Bosskampf gegen Dr. Eggman und einer seiner tödlichen Maschinen besteht. Die Ausnahme bildet die E.G.G. Station Zone, die aus nur einem Act mit fünf aufeinanderfolgenden Bosskämpfen besteht. Jede Zone hat dabei ihre eigene Thematik, Aussehen und Gegner-Vielfalt. Wenn Sonic mit mindestens 50 Ringen das Ende eines ersten oder zweiten Acts einer Zone erreicht, kann er unmittelbar hinter dem Ziel durch einen großen Ring in eine der sieben Special Stages gelangen, wo es jeweils einen der sieben im Spiel befindlichen Chaos Emeralds zu finden gibt. Beendet der Spieler das Spiel ohne alle Chaos Emeralds, erscheint eine Nachricht mit dem Text "Try Again" nach dem Abspann, in dem Dr. Eggman die fehlenden Chaos Emeralds besitzt. Sobald Sonic alle sieben Chaos Emeralds gesammelt hat, kann er sich, wenn er mindestens 50 Ringe besitzt und sich in der Luft befindet, in Super Sonic verwandeln. In dieser Form ist der Spieler unverwundbar, deutlich schneller und springt höher, jedoch zählt die Ringanzahl stetig rückwärts. Sobald alle Ringe aufgebraucht sind, verwandelt man sich zu Sonic zurück.

### Level
| Nr. | Zone                | Acts | Bosskampf       | Gegner                                      |
| --- | ------------------- | ---- | --------------- | ------------------------------------------- |
| 1   | Splash Hill Zone    | 4    | Egg Mobile-H    | Moto Bug, Chopper, Newtron, Buzzer, Bubbles |
| 2   | Casino Street Zone  | 4    | Catch Eggman    | Crawl, Batbot, Bubbles                      |
| 3   | Lost Labyrinth Zone | 4    | Egg Mobile      | Burrobot, Jaws, Orbinaut, Bubbles           |
| 4   | Mad Gear Zone       | 4    | Flying Eggman   | Shellcracker, Slicer, Asteron, Bubbles      |
| 5   | E.G.G. Station Zone | 1    | Death Egg Robot | -                                           |

## Entwicklung
Unter dem Entwicklungsnamen Project Needlemouse, benannt nach einem gleichnamigen Entwurf von Sonic, arbeiteten das Sonic Team zusammen mit Dimps, welche zuvor bereits mit der Sonic-Advance-Trilogie, Sonic Rush und Sonic Rush Adventure Erfahrungen beim Designen von 2D-Sonicspielen sammelten, an diesem Projekt, welches zum Ziel hatte, vom Spielgefühl wieder zu den Ursprüngen der Serie zurückzukehren, jedoch von der grafischen Inszenierung eine moderne Präsentation zu bieten. Erstmals erfuhr die Öffentlichkeit am 8. September 2009 von diesem Projekt, nachdem Segas Associate Brand Manager Ken Balough in einem Interview mit GameSpot davon berichtete. In einem ersten Teaser-Trailer wurde klassisches Sonic-Gameplay mit dem Schriftzug "Speed returns in an all new 2D adventure built from the ground up." angedeutet.
Am 11. Januar 2010 begann auf dem offiziellen Sega Blog der "Project Needlemouse Character Countdown", welcher elf Charaktere früherer Sonic-Spiele zeigte und Fans sollten erraten, welcher dieser elf Charaktere im neuen Project Needlemouse spielbar sein sollten. Jeden Tag wurde bei einem Vote der Community der gewählte Charakter als spielbar oder nicht im Spiel vorhanden erklärt. Die genannten Charaktere waren Sonic, Shadow, Amy Rose, Big the Cat, Froggy, Charmy, Vector, Tikal (aus Sonic Adventure), Chip (aus Sonic Unleashed), Shade (aus Sonic Chronicles) und der nicht existierende Charakter "Sonic's new friend Mr. Needlemouse". Wie die meisten bereits korrekt annahmen, stellte sich Sonic als der einzig spielbar Charakter dieser Auswahl heraus. Am 15. Januar 2010 wurde im Rahmen dieses Countdowns eine Konzeptzeichnung des Gegners Shellcracker aus Sonic the Hedgehog 2 präsentiert, der in diesem neuen Spiel zurückkehren sollte. Am 27. Januar 2010 wurde auch der Gegner Slicer des zweiten Teils in einer neuen Konzeptzeichnung gezeigt. Sonic the Hedgehog 4: Episode I sollte ursprünglich im Sommer 2010 erscheinen, aufgrund von Feinabstimmungen beim Gameplay wurde der Veröffentlichungstermin jedoch verschoben.

## Neuveröffentlichungen und Nachfolger
Nach den Erstveröffentlichungen im Oktober 2010 für die Online-Stores von iOS, Wii, PlayStation 3 und Xbox 360 wurde das Spiel im Jahre 2012 auch für Steam und Android umgesetzt und 2013 schließlich auch für Blackberry OS und Ouya sowie 2014 in Nordamerika für PlayStation Now. Der direkte Nachfolger Sonic the Hedgehog 4: Episode II wurde 2012 erstveröffentlicht, das ursprünglich geplante Sonic the Hedgehog 4: Episode III wurde offiziell gecancelt, wie 2015 bekannt wurde.

## Rezeption
Sonic the Hedgehog 4: Episode I wurde von der Fachpresse mit gemischten Wertungen aufgenommen. Während einige die Rückkehr zu Sonics 2D-Wurzeln loben, kritisierten andere vor allem die schwammige Steuerung, die sogar an einigen Stellen die Spielfigur abbremst, wo sie bei den Mega-Drive-Vorgängern gegenteilig für mehr Beschleunigung sorgte.

„Die Stages sind bunt, abwechslungsreich, sehr schön tapeziert und sie fangen den Retro-Charme des Igels trotz HD-Look prächtig ein. Ich habe nichts gegen ein schweres Spiel, aber Sonic 4 ist nicht schwer, sondern schlecht designt: Zwar garantiert die neue Homing-Attacke, dass ich Feinde besser treffe, dann aber verlangen die Designer von mir einen Sprungangriff ins Nichts, um einen Abgrund zu überwinden, dessen Ende ich nicht sehen kann – das ist Blödsinn! Da helfen auch nette (Grafik-)Gimmicks wie das Umdrehen von Kasino-Karten oder der Fackellauf in der Finsternis nur bedingt, um die miese Laune ob solcher Designpatzer zu vertreiben. Zudem sind 15 Euro ein stolzer Preis für vier Welten (à drei Levels + Bosskampf) und eine finale Endgegner-Orgie. Trotz des schicken Looks enttäuscht das Igel-Comeback aufgrund unfairer Stellen und mittelmäßigem Leveldesign.“

„Sonic the Hedgehog 4 wird vor allem Nostalgikern eine Menge Freude bereiten: Die Grafik befindet sich zwar auf modernem technischen Niveau, ist allerdings knallig bunt gehalten und erinnert frappierend an den Stil der ersten Sonic-Ableger. Auch die Hintergrundmusik passt zum Igel wie die Faust aufs Auge und präsentiert sich durchweg fröhlich-beschwingt. Ebenso hat sich am Gameplay im Vergleich zu den Ur-Sonics wenig geändert. Insgesamt ist Sonic the Hedgehog: Episode 1 ein rundum gelungener Titel. Präsentation und Gameplay stützen sich auf alte Werte, ohne dabei veraltet zu wirken. Der Preis von 15 Euro ist allerdings ganz schön knackig für ein relativ kurzes Download-Spiel. Auch dass Sega das Jump & Run in einzelne Episoden stückelt, bietet Anlass zur Kritik. Deswegen gibt’s von uns „nur“ eine 7-Punkte-Wertung. Sonic-Fans dürfen aber gern noch einen Zähler drauflegen.“

„Sonic the Hedgehog 4: Episode 1 ist technisch und spielerisch gesehen einfach nur eine Granate und bietet sogar für die heutige Zeit einfach ein perfektes Altbekanntes-Gefühl. Sonic wurde sehr gut in Szene gesetzt und kann in jedem Level von A nach B rennen, ohne aufgrund Fehlern in der Programmierung zu stolpern. Jedoch bleibt jedem selbst die Frage, ob es sich lohnt, für zwei Stunden Spielspaß 15 Euro zu blechen oder ob man es lieber lassen sollte. Von meiner Seite aus kann ich aber jedem den Kauf empfehlen, der gerade etwas Kleingeld parat hat.“

Laut Sega wurde Sonic the Hedgehog 4: Episode I für Wii, PlayStation 3, Xbox 360 und iOS im Veröffentlichungsjahr 2010 rund 1 Million Mal heruntergeladen. Die 2012 veröffentlichte Version für Steam wird mit 310.000 Verkäufen angegeben, die Downloads über Android mit belaufen sich auf rund 100.000.